# Agrotis songoensis
Agrotis songoensis là một loài bướm đêm trong họ Noctuidae.